# Яценко Анастасія Вікторівна
Анастасія Вікторівна Яценко (нар. 4 вересня 1988, Київ, Українська РСР) — українська співачка.

## Життєпис
Анастасія Яценко народилася 1988 року в місті Києві. З 4-х років співала в хорі та естрадному ансамблі «Посмішка» Київського Будинку творчості. Закінчила Дитячу академію культури і мистецтв [Архівовано 24 жовтня 2019 у Wayback Machine.], пізніше Київський коледж культури і мистецтв та Національну Академію керівних кадрів [Архівовано 30 березня 2019 у Wayback Machine.] за спеціальністю «Естрадний вокал».
Володарка Гран-прі конкурсів «Чарівна свіча», «Файно». У різні роки була керівником хорових колективів, вокальних ансамблів в реабілітаційному центрі для дітей з вулиць «Відкрите серце». Викладала вокал і вокальний ансамбль в Коледжі культури і мистецтв (м. Київ).
Влітку 2016 року Анастасія Яценко вийшла заміж.
В даний час планує випустити новий музичний альбом.

## Музична кар'єра
У 2006 році Яценко Анастасія була запрошена компанією «СтейджЕнтертейнмент» [Архівовано 7 жовтня 2019 у Wayback Machine.] для участі в мюзиклі «MAMMA MIA!» [Архівовано 7 жовтня 2019 у Wayback Machine.] На роль Софі. В 2008 році брала участь в шоу на ковзанах «Тому що зима — це здорово!», озвучуючи Снігуроньку. У квітні 2013 року, працюючи з цією ж компанією «СтейджЕнтертейнмент», Анастасія Яценко взяла участь в мюзиклі «Русалочка» [Архівовано 7 жовтня 2019 у Wayback Machine.], виконуючи партію Аріель, а в жовтні 2014 року було запрошено до мюзиклу «Красуня і Чудовисько» [Архівовано 1 березня 2016 у Wayback Machine.] на роль Белль. Участь в мюзиклі принесла Анастасії популярність.
У травні 2015 року в церкві «Благодать» [Архівовано 7 жовтня 2019 у Wayback Machine.] пройшла прем'єра нового мюзиклу «Миротворець», в якому Анастасія Яценко виконала арію Марії.

## Дискографія
- 2011 — «Пред Тобой»
- 2015 — «Соткана руками Бога»

## Кліпи
- Анастасія Яценко — «Без Тебя» (2014)
- Анастасія Яценко — «Выше Звезд» (2016)

## Телебачення
- Виступ на каналі Folk Music